# Ана Стояноска
Ана Стояноска (на македонска литературна норма: Ана Стојаноска) е северномакедонска театроложка, университетска преподавателка, театрален критик, поетеса и писателка на произведения в жанра драма, лирика и документалистика.

## Биография и творчество
Ана Стояноска е родена на 22 ноември 1977 г. в Прилеп, СФР Югославия (днес Северна Македония).
През 2001 г. завършва с бакалавърска степен специалност сравнителна литература в Катедрата по обща и сравнителна литература на Филологическия факултет „Блаже Конески“ на Скопския университет Св. св. Кирил и Методий“, а през 2003 г. получава магистърска степен по теория на театъра.
След дипломирането си, от март 2002 г. работи като хоноруван изследовател на свободна практика в Института по театрология към Факултета за драматични изкуства на Скопския университет, а после става научен координатор в института. През 2003 – 2004 г. е на специализация във Факултета по драматични изкуства на Университета по изкуства в Белград. През 2007 г. получава докторска степен по театрология от Факултета по драматични изкуства на Скопския университет.
През април 2004 г. е назначена за младши асистент по специалност „Македонска драма и театър“ във Факултета по драматични изкуства на Скопския университет. От април 2010 г. става асистент професор за специалността, а от 2011 г. и за специалността „Сравнителна литература“ на факултета. От 2012 г. преподава „История на световната драма и театър“ за всички учебни групи във факултета. От 2019 г. е професор.
Тя е членка на Асоциацията за сравнителна литература на Македония и е членка на северномакедонския програмен съвет на Институт за театрално изкуство на ЮНЕСКО.
Авторка е на публикации на проза, поезия и есеистично-научни статии в областта на театъра и литературно-критическа теория в северномакедонски и чуждестранни литературни периодични издания. Пише отзиви за театрални пиеси във всекидневника „Дневник“. Сътрудничка е на събития в областта на театралната музеология както в страната, така и в чужбина. Работи по международни проекти в областта на театрологията.
Книгата ѝ „Македонски постмодерен театар“ е издадена през 2006 г. Авторка е на монодрамата „Стаклен лампион“ (Стъклена лампа), с премиера през 2013 г.
Тя е инициатор, координатор и един от главните редактори на списание „Ars Academica“ – научно списание с международна редакция издавано в сътрудничество между Факултет по драматични изкуства – Скопие и Факултета на музикални изкуства – Скопие.
Първият ѝ роман „Јас и Лин, отпосле“ (Жак и Лин, след това) е издаден през 2016 г. Романът е удостоен с наградата „Рациново признание“.
През 2020 г. поетичният ѝ сборник „Потпис: Трепетлика“ получава наградата „Антево перо“.
Ана Стояноска живее в Скопие.

## Произведения

### Самостоятелни романи
- Јас и Лин, отпосле (2016) – награда „Рациновото признание“[5]
- Диалози в единствено число (2018)

### Поезия
- Потпис: Трепетлика (2020) – награда „Антево перо“

### Сборници
- раскази.мк (2014) – с Петър Андоновски, Дарян Раденкович, Михаил Рендзов и Оливера Кьорвезироска

### Пиеси
- Стаклен лампион (2013)

### Документалистика
- Интракултурална театарска дисперзија (2005)
- Македонски постмодерен театар (2006)
- Костаров – реалистична поетика и естетика на режисьор (2014) – за театралния режисьор Димитар Костаров
- Во потрага по идентитетот (2019)